# جنگ (آلبوم یوتو)
«جنگ» (به انگلیسی: War) آلبومی از یوتو است که در سال ۱۹۸۳ میلادی منتشر شد.